# (13509) Guayaquil
(13509) Guayaquil est un astéroïde de la ceinture principale.

## Description
(13509) Guayaquil est un astéroïde de la ceinture principale. Il fut découvert le 4 avril 1989 à La Silla par Eric Walter Elst. Il présente une orbite caractérisée par un demi-grand axe de 2,47 UA, une excentricité de 0,10 et une inclinaison de 4,1° par rapport à l'écliptique.

## Compléments